# Яман, Джан
Джан Яман (тур. Can Yaman; род. 8 ноября 1989 года) — турецкий актёр и модель. В 2018 году получил премию «Золотая бабочка» за лучшую мужскую роль в романтической комедии «Ранняя пташка» (Erkenci Kuş). В 2019 году стал мужчиной года по версии журнала GQ. Он также снимался в сериалах «Дела сердечные» (Gönül İşleri), «Любовь назло» (İnadına Aşk), «Кто из нас не любил?» (Hangimiz sevmedik?), «Полнолуние» (Dolunay), и «Мистер ошибка» (Bay Yanlış).
Актёр проживает в Италии.

## Биография
Джан Яман родился 8 ноября 1989 года в Стамбуле, Турция. Его дед по отцовской линии — албанский иммигрант из Косово. Его бабушка по отцовской линии — иммигрантка из Северной Македонии. Он является племянником футбольного тренера Фуата Ямана. И из-за этого с детства занимался футболом и другими видами спорта. В 14 лет он поступил в международный итальянский лицей в Стамбуле. Он хорошо учился и ему давалось легко изучение иностранных языков. Он быстро выучил итальянский, английский, испанский, немецкий и французский языки. После того, как его отец не смог оплачивать учебу в лицее, то из-за его прекрасной учебы и талантов университет начал платить ему стипендию. Позже он поступил на юридический факультет в университет Стамбула. В 2012 Университет Йедитепе с дипломом юриста устроился в крупнейшую международную компанию. Позже переквалифицировался и работал адвокатом. Но всегда слышал в свой адрес совет идти в актерскую профессию из-за подачи, характера и активности во время работы адвокатом. Позже приятель познакомил его с двумя директорами актерских агентств и у не началась актерская деятельность. Однако он все же основал с двумя друзьями юридическую фирму, чтобы заниматься разными делами в жизни 
Он влюбился и встречался с итальянской журналисткой Джулией Дилеттой Леоттой. Они даже познакомили друг друга с родителями. Однако в 2021 году они расстались. Близкие их знакомые сообщают, что Дилетта не хотела так быстро замуж за него, а Джан собирался как можно скорее жениться на ней 
Он встречается с диджеем Сарой Блума.
Джан также занимается благотворительностью. Он создал фонд и запустил компанию Break the Wall для помощи больным детям. В Европе он встречается с детьми и врачами 

## Карьера
В 2014 году Джан Яман начал карьеру актёра в сериале «Дела сердечные» (Gönül İşleri). В 2017 году он снимался в сериале «Полнолуние» (Dolunay) вместе с Озге Гюрель, после которого стал известен во многих странах Европы, особенно в Италии и Испании, благодаря известности партнерши в данных странах.
С 2018 по 2019 год он играл главную роль в турецком романтическом комедийном сериале «Ранняя пташка» (Erkenci Kuş) вместе с Демет Оздемир. Джан Яман получил награду за лучшую мужскую роль в сериале «Ранняя пташка» на Murex D’or 2019 в Бейруте, Ливан. В этом же году кабельное телевидение США «E!» назвала его победителем конкурса Top Leading Man TV 2019 года.
В 2020 году Яман играл главную роль Озгюра Атасоя в турецком короткометражном сериале «Мистер Ошибка» (Bay Yanlış) снова вместе с Озге Гюрель.
В 2020 году он стал лицом ведущего турецкого бренда одежды «TUDORS» с контрактом на 2 года стоимостью 3 млн долларов.
В 2021 году в Италии Джан основал благотворительную ассоциацию "Can Yaman for children" и активно участвует в благотворительных инициативах.
В 2021 году Джан Яман выпустил собственный парфюм "Мания", пользующийся большой популярностью. Часть средств от продаж "Мании" направляется на благотворительность.
30 ноября 2021 года в книжные магазины Италии поступила в продажу книга Джана Ямана "Sembra strano anche a me" ("Мне это тоже кажется странным"). В книге Джан рассказывает о своей жизни до того, как он стал актером.
В 2021-2022 Джан снимался в главной роли инспектора полиции Франческо Демира в итальянском сериале "Фиолетовый как море" вместе с итальянской актрисой Франческой Килеми.
В 2022 году Джан Яман стал лицом всемирно известных брендов Dolche&Gabbana и Mersedes-Benz.
В июне 2022 года для своих новых проектов цифровая платформа Дисней Плюс выбрала самых известных турецких актеров, в том числе Джана Ямана.

## Фильмография
| Телесериал | Телесериал            | Телесериал                   | Телесериал      | Телесериал      |
| Год        | Оригинальное название | Русское название             | Роль            | Примечания      |
| ---------- | --------------------- | ---------------------------- | --------------- | --------------- |
| 2014       | Gönül İşleri          | Дела сердечные               | Бедир Коджадаг  | главная роль    |
| 2015       | İnadına Aşk           | Любовь назло                 | Ялын Арас       | главная роль    |
| 2016       | Hangimiz sevmedik?    | Кто из нас не любил?         | Тарык Чам       | главная роль    |
| 2017       | Dolunay               | Полнолуние                   | Ферит Аслан     | главная роль    |
| 2018-2019  | Erkenci Kuş           | Ранняя пташка                | Джан Дивит      | главная роль    |
| 2020       | Bay Yanlış            | Мистер ошибка                | Озгюр Атасой    | главная роль    |
| 2021       | Che Dio ci Aiuti      | Да поможет нам Бог           | Гино            | главная роль    |
| 2022-2024  | Viola Come il mare    | Фиолетовая (Виола), как море | Франкеско Демир | главная роль    |
| 2024       | El Turco              | Турок                        | Хасань Балабан  | главная роль    |
| 2024       | Sandokan              | Сандокан                     | Сандокан, пират | Турецкий сериал |